# Atopogonus graueri
Atopogonus graueri är en mångfotingart som beskrevs av Carl Graf Attems 1927. Atopogonus graueri ingår i släktet Atopogonus och familjen Atopogestidae. Inga underarter finns listade i Catalogue of Life.